# 无刺硬核
无刺硬核（学名：Scleropyrum wallichianum var. mekongense）为檀香科硬核属下的一个变种。